# Coniocybomycetes
Coniocybomycetes é uma classe monotípica de fungos formadores de líquens cuja única ordem é Coniocybales, também um táxon monotípico que tem Coniocybaceae como única família. A família foi circunscrita por Heinrich Gottlieb Ludwig Reichenbach em 1837. Tanto a ordem quanto a classe foram propostas por Maria Prieto e Mats Wedin em 2013 após os resultados da análise da filogenética molecular de vários líquens calicioides term mostrado que Coniocybaceae representava uma linhagem divergente inicial nos ascomicetos inoperculados.

## Géneros
- Chaenotheca (Th.Fr.) Th.Fr. (1860) – 28 spp.
- Coniocybe Ach. (1816) – 4 spp.
- Sclerophora Chevall. (1826) – 4 spp.